# 證誠寺 (鯖江市)
證誠寺（しょうじょうじ）は、福井県鯖江市横越町にある浄土真宗の寺院で、真宗山元派の本山。山号は山元山、院号は護念院。

## 概要
浄土真宗の真宗十派に数えられる、真宗山元派本山の寺院である。
寺紋の三つ紅葉は菊亭家に由来する。中興の祖第20世の善超（菊亭善超）は、藤原上流公家の菊亭家の猶子として招かれ、1806年（文化3年）9月、22歳のときに浄土真宗山元派本山證誠寺第20世法主として入山。菊亭家との結びつきを表している。

## 境内
- 阿弥陀堂 - 阿弥陀仏を安置する。1964年（昭和39年）再建。
- 御影堂 - 親鸞を安置する。1951年（昭和26年）再建。
- 山門
- 鐘楼
- 寺務所

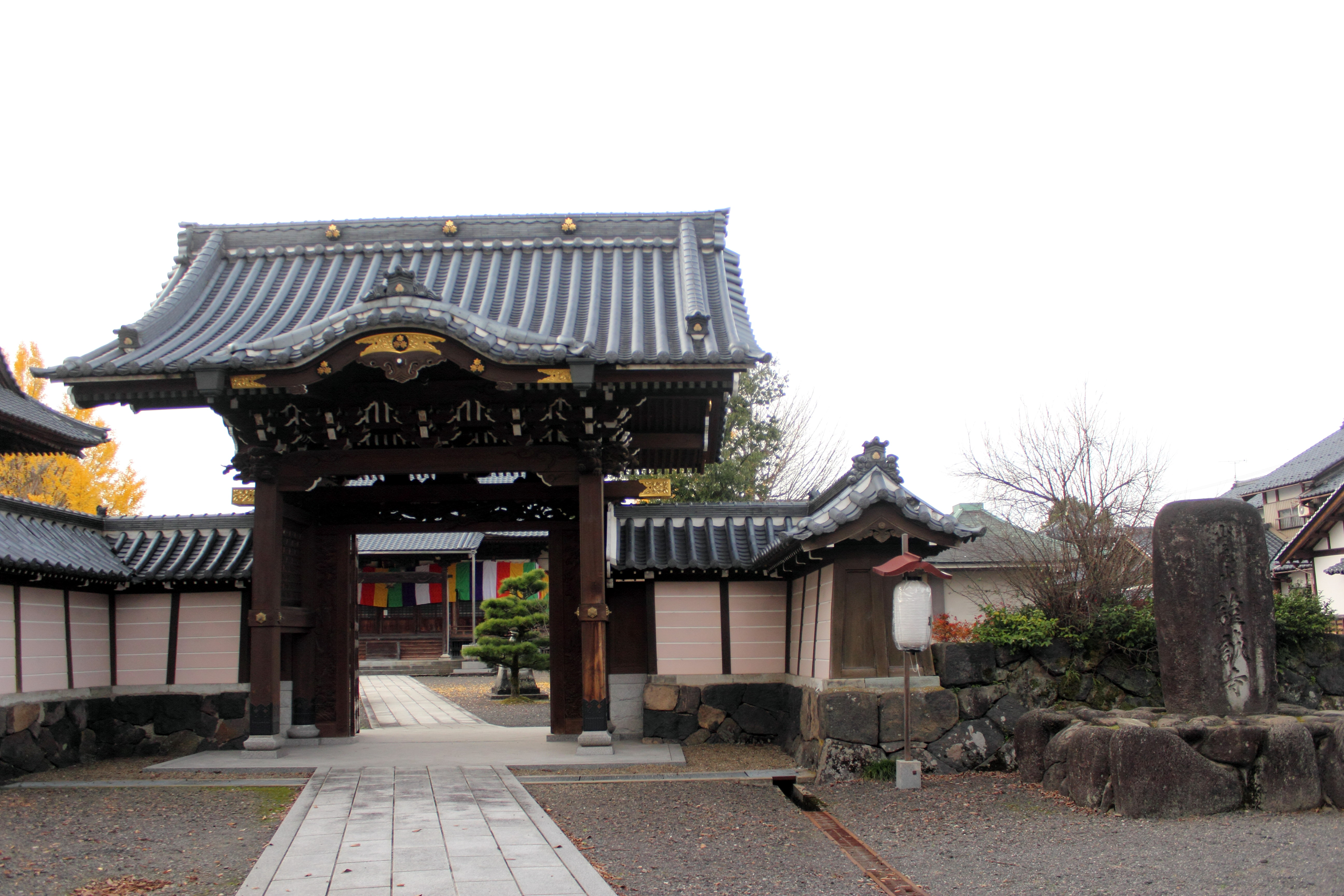
證誠寺 山門
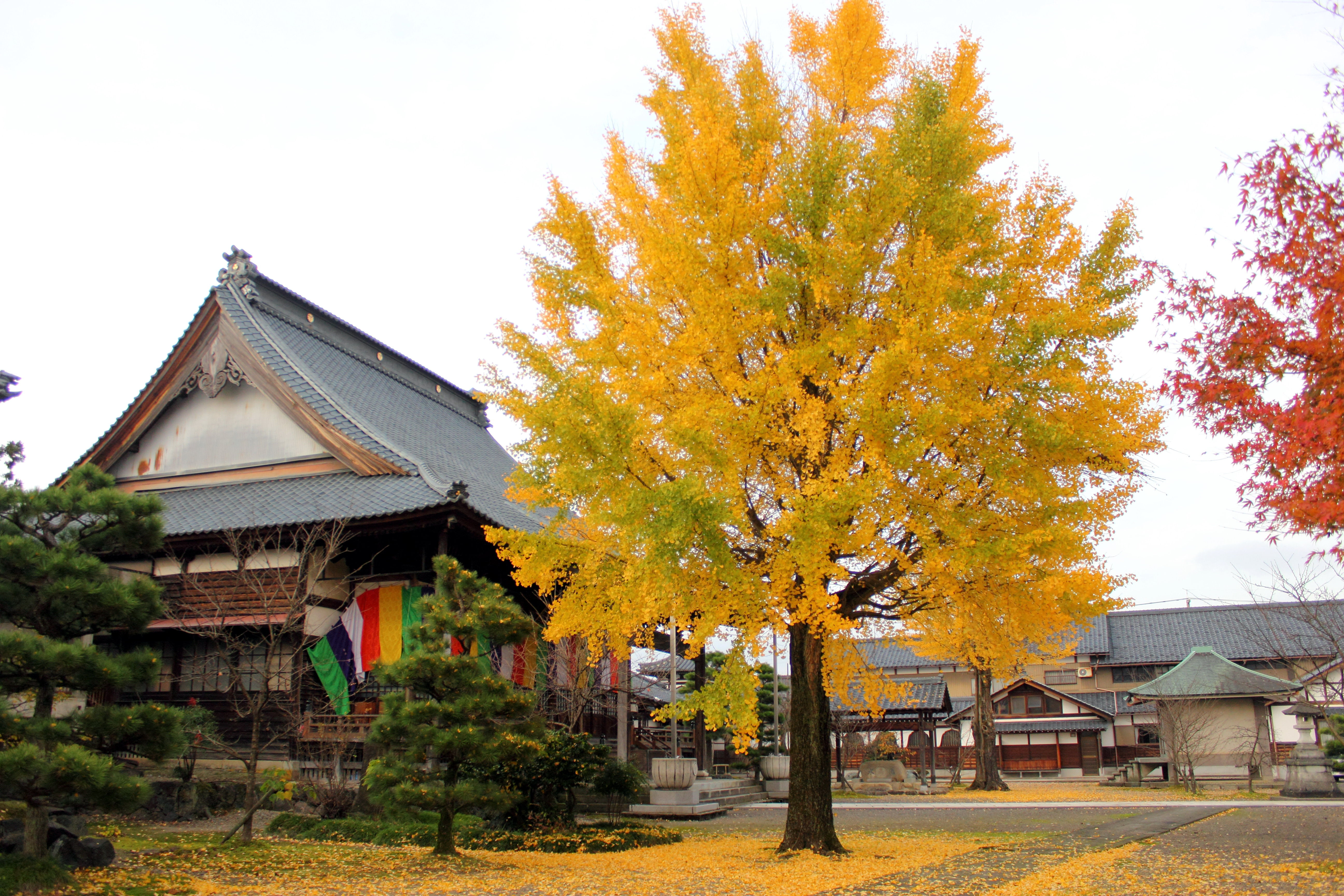
證誠寺境内の銀杏

## 歴史

### 前史
- 1208(承元元)年 - 2月、親鸞が念仏停止の弾圧により、越後国府（現在の上越市直江津）へ流罪の身として下向の途中、越前国山元庄（現在の嶺北忠霊場(旧鯖江陸軍墓地)）にて布教した。
- 1235(嘉禎元)年 - 親鸞が京に戻ったことを事を知った越前の門徒が山元庄への下向を願い出たが、親鸞はすでに63歳であることから自身の御影と併せて真筆の名号など数品を息子善鸞に渡して「我に代りて山元の庄に行化せよ」と言い善鸞を派遣した。後に善鸞は諸国への教化のため、嫡男浄如を残して布教の旅に出た。
- 第3世浄如は若年にして上洛、御祖父親鸞に常随親化を受けていた。弘長2年11月28日（1263年1月16日）に親鸞が亡くなると、分骨を奉持して山元の庄に帰住し、真宗の教法をひろめることに専念した。
- 1304(嘉元2)年 - 8月2日、後二条天皇勅して参内せしめ、拝謁を賜い、御宸筆の「山元山護念院證誠寺」の勅額及び勅願所の宣下を蒙る。

### 本史
- 1385(至徳2)年 - 親鸞の長男善鸞の系統で真宗三門徒派の開祖である如道の門人道性が越前国山本荘（やまもとのしょう、現在の水落駅のある鯖江市水落町1丁目7 證誠寺遺跡）に創建したとされている。ところが如道の没後、後継者である次男が浄土宗に改宗したために内紛（大町・横越引分）が勃発し、これを機に独立した。
- 第五世旦應の代、天台宗中本長泉寺の焼討ちに逢い、山元庄より旧日野川を渡って横越保（現在地）に避難する。
- 1475(文明7)年 - 第八世道の代、現在地に寺基を定め、堂宇を建立した。弱小宗派寺院であるため、毫摂寺（真宗出雲路派）の傘下に入り、毫摂寺住持が證誠寺の住持を兼ねる期間が長く続いた。
- 證誠寺の住持善智は、本願寺一族の善栄（本願寺第5世綽如の子である周覚の子）を養子とし、やがて住持を善栄に譲った。しかし、しばらくして善栄は突如として本願寺に宗旨替えし、名を玄秀と改めて寺を出て行く事件が起きた。
- 1482(文明14)年 - 毫摂寺第8世善鎮が毫摂寺の門末の他、證誠寺の門末をも引き連れて本願寺第8世蓮如に帰依して京都山科本願寺に合流する事件も起き、證誠寺自体も本願寺の傘下に入った。
- 1499(明応8)年 - 9月23日、第９世善充が先規にならって参内、天機を奉伺して、上人号を勅許せられましたが、当時は恰も応仁、文明の乱の後にて皇居の哀頽甚しきを憂ひ、御修理費を献上致され、後土御門天皇叡感斜ならず拝謁を賜ひ、当本山の寺暦並びに功績を嘉賞し、「真宗之源親鸞嫡家」の綸旨並びに菊桐の御紋章等を下賜。
- 第十一世善教上人の代、豪摂寺の分立騒動があり当山が焼討に遭い、為に村国の郷（現在の武生市村国町）に移住して在村五世に及びこの間残る門末の大部分が分離。その後本願寺一向一揆に攻められて各地に難を避け、其の間に門末の殆んどは本願寺に改派される。

### 近世
- 江戸時代には天台宗聖護院の末寺となり、本山としての体裁も失ったため、浄土真宗各派中最小宗派に転落した。
- 1690(元禄3)年 - 第十六世善應の代、時の福井藩主の厚意に依り横越の旧地の一部を戻し得て堂宇が復旧。

### 近代以降
- 明治時代 - 一時期は浄土真宗本願寺派に統合される。
- 1878(明治11)年 - 真宗山元派として再独立する。
- 1948(昭和23)年 - 4月12日、第24世善敬の代、児童の弄火により御影堂、阿弥陀堂、対面所、書院等を焼失。
- 昭和26年 - 御影堂を復興
- 昭和39年 - 阿弥陀堂復興
- 昭和40年 - 対面所復興
- 昭和50年 - 書院復興。火災から27年間を経てすべて復興。
- 昭和56年 - 北側の国道417号線拡張工事に伴い、境内地537平方メートルが削られる。その折火災を免れた本山のシンボルとして四百有余年の歳月を経た大欅（回り凡そ11メートル）を伐採し、又庫裡、土蔵、庭園、五条塀等を移転改築することとなる。
- 昭和59年 - 7月、第25世光教の代、道路拡張工事による移転改築完了。

## アクセス
福井県鯖江市横越町第13号43番地

### 電車
ハピラインふくい線鯖江駅よりタクシーで2分

### 車
北陸自動車道鯖江インターより1分、国道8号線東鯖江交差点東へ2キロ
（駐車場あり）